# 소노자키 미에
소노자키 미에(일본어: 園崎 未恵 そのざき みえ[*], 1973년 2월 7일 ~ )는 일본의 여성 성우 겸 가수. 도쿄도 출신. 리맥스 소속.